# MAGEA6
MAGEA6 (англ. MAGE family member A6) – білок, який кодується однойменним геном, розташованим у людей на довгому плечі X-хромосоми. Довжина поліпептидного ланцюга білка становить 314 амінокислот, а молекулярна маса — 34 891.
| 10         |  | 20         |  | 30         |  | 40         |  | 50         |
| ---------- |  | ---------- |  | ---------- |  | ---------- |  | ---------- |
| MPLEQRSQHC |  | KPEEGLEARG |  | EALGLVGAQA |  | PATEEQEAAS |  | SSSTLVEVTL |
| GEVPAAESPD |  | PPQSPQGASS |  | LPTTMNYPLW |  | SQSYEDSSNQ |  | EEEGPSTFPD |
| LESEFQAALS |  | RKVAKLVHFL |  | LLKYRAREPV |  | TKAEMLGSVV |  | GNWQYFFPVI |
| FSKASDSLQL |  | VFGIELMEVD |  | PIGHVYIFAT |  | CLGLSYDGLL |  | GDNQIMPKTG |
| FLIIILAIIA |  | KEGDCAPEEK |  | IWEELSVLEV |  | FEGREDSIFG |  | DPKKLLTQYF |
| VQENYLEYRQ |  | VPGSDPACYE |  | FLWGPRALIE |  | TSYVKVLHHM |  | VKISGGPRIS |
| YPLLHEWALR |  | EGEE       |  |            |  |            |  |            |

A: Аланін

C: Цистеїн

D: Аспарагінова кислота

E: Глутамінова кислота

F: Фенілаланін

G: Гліцин

H: Гістидин

I: Ізолейцин

K: Лізин

L: Лейцин

M: Метіонін

N: Аспарагін

P: Пролін

Q: Глутамін

R: Аргінін

S: Серин

T: Треонін

V: Валін

W: Триптофан

Кодований геном білок за функцією належить до пухлинних антигенів. 
Задіяний у такому біологічному процесі, як убіквітинування білків. 